# Dilek Gürsoy
Dilek Gürsoy (nascida em 1976) é uma cirurgiã cardíaca alemã de ascendência turca. Em 2012, ela se tornou a primeira cirurgiã na Europa a implantar um coração artificial. Ela foi homenageada como uma das 100 mulheres da BBC em dezembro de 2022.

## Vida pregressa
Dilek Gürsoy nasceu em 1976, em Neuss, na Alemanha, filha de pais que emigraram em 1969 de Fatsa, Ordu, na Turquia, para trabalhar na Alemanha como trabalhadores convidados (Gastarbeiter). Um de seus dois irmãos morreu durante a infância. Seu pai morreu de morte súbita cardíaca quando ela tinha dez anos. Sua mãe, Zeynep, trabalhava na linha de montagem da fábrica de Pierburg. Dilek foi criada por sua mãe, que aprendeu a ler e escrever sozinha, porque não teve permissão para ir à escola em sua infância na Turquia. Durante a pré-escola no jardim de infância, ela aprendeu a língua alemã e conheceu um casal alemão, que serviu de guia no mundo alemão e na sociedade de sua cidade natal. Ela fez o primário I na Martin-Luther-Grundschule e o ensino médio no Quirinus-Gymnasium, em Neuss. Ela foi a primeira da família a ir para a universidade, onde se concentrou em cirurgia cardiovascular. Desde a infância, ela dizia que queria ser cirurgiã.

## Carreira médica
Após se formar na Universidade de Düsseldorf, ela trabalhou como médica assistente, especialista e diretora médica assistente. Além disso, ela trabalhou com Reiner Körfer, em Bad Oeynhausen, Essen e Duisburgo, na Alemanha, para desenvolver um novo tipo de coração artificial sem fios e fontes externas de energia. Em 2017, ela trabalhou em Bremen.  Desde março de 2019, ela trabalha como cirurgiã consultora e como diretora do programa LVAD no departamento de cirurgia cardíaca da Helios-clinic em Siegburg.

### Prêmios
Depois de ficar curiosa sobre o trabalho de Dilek, a chanceler da Alemanha, Angela Merkel, a convidou para uma conversa em 21 de setembro de 2017. Em 18 de novembro de 2019, ela foi nomeada ao prêmio "Medizinerin des Jahres 2019" ("Médicas do Ano de 2019") pelo Clube Médico Alemão por ter sido a primeira médica na Europa a implantar um coração artificial. Ela também foi homenageada como uma das 100 mulheres da BBC em dezembro de 2022.

## Vida privada
Dilek gosta de morar em sua cidade natal, Neuss. Ela volta para a cidade natal nos finais de semana, quando tem que trabalhar em outra cidade.
Ela é torcedora do Borussia Mönchengladbach, é sócia do clube e possui ingresso para a temporada.